# Bin-Houyé
 (juillet 2025).
Si vous disposez d'ouvrages ou d'articles de référence ou si vous connaissez des sites web de qualité traitant du thème abordé ici, merci de compléter l'article en donnant les références utiles à sa vérifiabilité et en les liant à la section « Notes et références ».
La sous-préfecture de Bin-Houyé est située dans l'ouest montagneux de la république de la Côte d'Ivoire, notamment dans la région du Tonkpi, à 700 km d'Abidjan la capitale économique (Yamoussoukro étant la capitale politique et administrative). Elle a une superficie de 500 km² et une population d'environ 60 000 habitants, composée en majorité d'autochtones Yacouba ou Dan.
Bin-Houyé, comme tout le reste du pays, traverse, outre la crise économique, des périodes de turbulences sociales et politiques.
Bin-Houyé a un climat tempéré des montagnes, avec une végétation de forêt dense et un relief quelque peu accidenté.
La sous-préfecture de Bin-Houyé est bordée au sud par celle de Toulépleu (27 km), au nord par Zouan-Hounien (21 km), à l'ouest par le fleuve Nuon qui forme trois kilomètres de frontière naturelle avec la république-sœur du Libéria, et à l'est par le fleuve Cavally qui la sépare de la sous-préfecture de Bloléquin.

## Milieu physique et naturel

### Le relief
Le relief a l'aspect d'un plateau légèrement incliné d'est en ouest et présentant quelques mamelons.

### La superficie
La sous-préfecture de Bin-Houyé est composée de quarante cinq (45) villages pour une superficie estimée à environ 500 km².

### La faune et la flore
la flore est composée de forêts-galeries le long des deux fleuves (le Nuon et le Cavally), auxquelles s'ajoutent des forêts classées.
La faune est riche de nombreuses espèces : vertébrés, invertébrés, animaux aquatiques et parasites. On y rencontre des singes, des carnivores, des rongeurs. Les oiseaux, dont plusieurs espèces ont été identifiées, embellissent les paysages. On trouve également un très grand nombre de plus petites espèces parmi les invertébrés comme des mollusques, des insectes, des espèces aquatiques, etc.

### Le climat
La sous-préfecture de Bin-Houyé bénéficie d'un climat tropical humide avec deux saisons sèches et deux saisons des pluies. Les hauteurs pluviométriques annuelles sont fortes. La grande saison des pluies dure de mai à juillet, voire jusqu'au mois d'août. Les pluies sont fortes et abondantes.
Les températures sont basses de novembre à janvier avec des brumes sèches. La température annuelle est de 25 °C. L'harmattan, vent d'air chaud et sec en provenance du Sahara et soufflant sur l'Afrique occidentale, souffle de décembre à février. L'humidité relative, très élevée, est en moyenne de 98 %.

### L'hydrographie
Deux fleuves (le Nuon et le Cavally) et de nombreux autres fleuves arrosent toute la région des montagnes. Cependant, plusieurs villages doivent faire face à une sérieuse pénurie d'eau pendant la grande saison sèche.

## Situation administrative

### Services publics
Les problèmes à Bin-Houyé existent bien avant le conflit politico-militaire qui a éclaté en Côte d'Ivoire (depuis le 19/09/2002), a eu des répercussions administratives et sociales sur la sous-préfecture de Bin-Houyé. Certaines infrastructures ont pu reprendre leurs activités de façon quasi-normale, tandis que les autres touchées par la crise d'un point de vue humain et économique, ont dû être fermées. Dans l'ensemble, les structures fonctionnelles sont : un (1) collège municipal, les écoles primaires publiques de la localité qui sont au nombre de trente (30), un (1) centre de santé urbain et une (1) agence CIE-SODECI (Compagnie Ivoirienne d'Electricité et Société de Distribution d'eau en Côte d'Ivoire) ; celles qui ne fonctionnent plus du fait de la crise sont la Caisse d'Epargne, le Bureau de la Perception, le Bureau de Douanes et celui de Côte d'Ivoire Télécom. Pourtant, elle est l'une des zones de la Côte d'ivoire, où la production de cacao culture, caféiculture, et la dernière arrivée : hévéaculture y occupe une grande place. En 2008, après les prospections artisanales, les villages (Kéatoua, Kéatoua-Yéhipleu...) ont été avérés zone orifaire.

### Infrastructures socioculturelles
La sous-préfecture de Bin-Houyé est touchée, depuis plusieurs années, par l'exode des populations jeunes vers les plus grandes villes, du fait du manque d'emploi et d'attractivité. il y a néanmoins, un Foyer municipal de jeunes (non fonctionnel du fait de la crise), une Radio Rurale et un terrain municipal de football.

## Vie politique
La vie politique de la sous-préfecture de Bin-Houyé est dominée par deux partis : l'UDPCI et le PDCI. Depuis quelques années, plusieurs maires et députés se sont succédé à la tête de la localité. Voici un synoptique de cette vie politique :
| Date d'élection | Identité                 | Parti       | Qualité         | Statut |
| 2021            | Kokousseu Tomin Alexis   | UDPCI       | Homme politique | élu    |
| --------------- | ------------------------ | ----------- | --------------- | ------ |
| 2016            | Guei Danin Magloire      | Indépendant | Homme politique | élu    |
| 2011            | Mme Kayo Slaha Clarisse  | UDPCI       | Femme politique | élue   |
| 2001            | Noutoua Youdé Célestin   | UDPCI       | Homme politique | élu    |
| 1995            | Auguste Sevérin Miremont | PDCI        | Homme politique | élu    |
| 1990            | Togbe Pascal             | PDCI        | Homme politique | élu    |
| 1985            | Sapohi Dohou Nizard      | PDCI        | Homme politique | élu    |
| 1980            | Metoua Noutoua Ibsen     | PDCI        | Homme politique | élu    |

| Date d'élection | Identité                 | Parti | Qualité         | Statut |
| --------------- | ------------------------ | ----- | --------------- | ------ |
| 2023            | Meman André Narcisse     | RHDP  | Homme politique | élu    |
| 2018            | Meman André Narcisse     | RHDP  | Homme politique | élu    |
| 2013            | Gueu Seuyanou Jacqueline | UDPCI | Femme politique | élue   |
| 2001            | Ouguin Panpoa Julien     | UDPCI | Homme politique | élu    |
| 1995            | Noutoua Youdé Célestin   | PDCI  | Homme politique | élu    |
| 1990            | Auguste Sévérin Miremont | PDCI  | Homme politique | élu    |
| 1985            | Auguste Sévérin Miremont | PDCI  | Homme politique | élu    |

## Spiritualité
A l'image des autres régions de la Côte d'Ivoire, la Sous-préfecture de Bin-houyé est caractérisée par une diversité religieuse. Les religions pratiquées par les populations sont l'islam, le christianisme en particulier le catholicisme et le protestantisme. D'autres habitants sont plutôt attachés aux religions traditionnelles.

## Conséquences de la crise
On assiste à une paupérisation de la population, ce qui a une influence sur la santé de la population, qui est préférentiellement touchée de maladies infectieuses de type paludisme, tuberculose ou MST/IST (VIH/SIDA par exemple). Une baisse des activités économiques est également constatée avec surtout une inondation du commerce par des produits illicites et trafiqués.

## Sources
Sous préfecture de Bin-Houyé (informations transmises par le Général Michel Gueu, l'un des cadres de la région, le 05/08/2009)
Informations modifiées et mises à jour par Demin Gonto, Comptable au Conseil Général de Danané, Todie Charles Kévin fils de Bin-Houyé
Dernière mise à jour effectuée les 02/05/2019,  13/04/2021 et 21/07/2024 par Joël Sapohi, Assistant des Services Sociaux, Cadre de Bin-Houyé.